# سونگ جه هو
سونگ جه هو (کره‌ای: 송재호؛ ۱۰ مارس ۱۹۳۷ – ۷ نوامبر ۲۰۲۰) بازیگر اهل کره جنوبی بود. وی بین سال‌های ۱۹۵۹ تا ۲۰۲۰ میلادی فعالیت می‌کرد. از فیلم‌ها یا برنامه‌های تلویزیونی که وی در آن نقش داشته‌است می‌توان به موج جزر و مد، مطنون، برج و صورت اشاره کرد.